# Tratturello

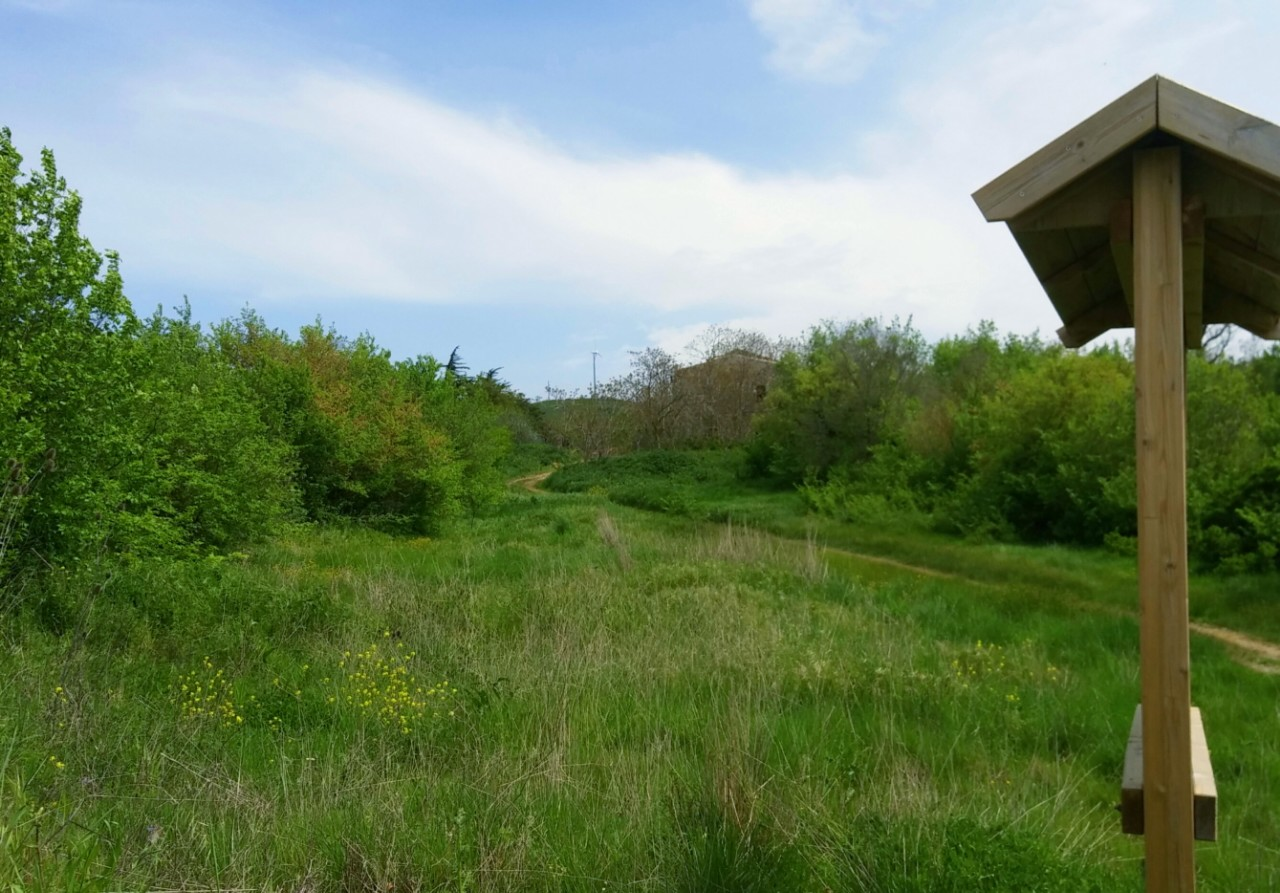
Il tratturello Camporeale-Foggia all'altezza del casale Tre Fontane

Il tratturello è una diramazione longitudinale di un tratturo, utile per l'ottimale smistamento delle greggi durante la transumanza.
La larghezza della sede del tracciato, seppur ragguardevole, è nettamente inferiore rispetto a quella di un tratturo, potendo variare da un minimo di 18,5 m a un massimo di 37 m; un tratturello di medie dimensioni è largo 27,75 m.

## Storia
Ha la funzione di collegare un particolare territorio alla rete dei tratturi. I tratturelli sono particolarmente diffusi sugli Appennini centro meridionali e fino agli anni cinquanta del XX secolo servivano per la transumanza delle greggi dall'Abruzzo alla Puglia. 
Ne esistono ancora in Abruzzo, Puglia, Campania e Molise. La progressiva espansione delle strade asfaltate ne sta determinando la scomparsa. Esistono progetti di tutela e valorizzazione da parte della Sovrintendenza Archeologica.

## Lista dei tratturelli
I tratturelli riportati nella Carta dei tratturi, tratturelli, bracci e riposi del Commissariato per la reintegra dei tratturi di Foggia sono:
- Alle Rene
- Bernalda - Ginosa - Laterza
- Camere - Pente
- Campolato - Vieste
- Camporeale - Foggia (in parte coincidente con la via Traiana)
- Candela - Montegentile
- Candelaro
- Canosa - Ruvo
- Canosa - Monteserico - Palmira
- Carapelle - Stornarella
- Cassano Murge - Canneto
- Cerignola - Ponte di Bovino
- Cerignola - Melfi
- Cerignola - Trinitapoli
- Cerignola - S. Cassiano - Mezzana di Motta
- Cervaro - Candela - S. Agata
- Corato - Fontanadogna
- Curtomartino
- Dei Pini
- Delle Ferre
- Foggia - Castelluccio dei Sauri
- Foggia - Ascoli - Lavello
- Foggia - Ordona - Lavello
- Foggia - Tressanti - Barletta
- Foggia - Zapponeta
- Foggia - Versentino
- Foggia - Castiglione
- Foggia - Ciccallente
- Foggia - Sannicandro
- Frisa - Rocca di Roseto
- Gravina - Matera
- Grumo Appula - Santeramo in Colle
- La Ficora
- Lampeggiano
- Lavello - Minervino
- Malera - Montescaglioso
- Martinese
- Miglionico - Malera
- Miglionico - Melaponto
- Montecarafa - Minervino
- Mortellito - Ferrante
- Motta - Villanova
- Orsanese
- Orta - Tressanti
- Palagiano - Bradano
- Palmira - Bradano
- Pescolanciano - Sprondasino
- Pineto
- Ponte di Brancia - Campolato
- Ponte di Canosa - Trinitapoli
- Pontenuovo - Campolato
- Postapiana - Pozzoculmo
- Quero
- Ratino - Casone
- Rendina - Canosa
- Salpitello di Tonti - Trinitapoli
- San Guglielmo o del Pisciola
- Santeramo in Colle - Laterza
- Sorgo - Parco
- Sprondasino - Castel del Giudice
- Stornara - Lavello
- Stornara - Montemilone
- Tarantino
- Tolve - Genzano
- Tolve - Gravina
- Trinitapoli - Zapponeta
- Troia - Incoronata
- Ururi - Serracapriola
- Vallecupa - Alvano
- Venosa - Ofanto
- Volturara - Castelfranco